# لوکاس روجیا
لوکاس روجیا (به پرتغالی: Lucas Ramos Roggia) مهاجم اهل برزیل است که در شهر سانتا ماریا (برزیل) و در تاریخ ۲۱ ژانویهٔ ۱۹۹۱ به دنیا آمده‌است.
لوکاس روجیا در تیم‌های فوتبال باشگاه ورزشی اینترناسیونال سابقهٔ حضور دارد.